# Camilla Lennarth
Camilla Lennarth (Stockholm, 16 juni 1988) is een Zweedse golfprofessional.

## Amateur
Canilla speelde in het nationale team en deed mee aan het Europees Landen Team Kampioenschap in 2008 (winnaars) en 2010. Daarna studeerde ze van 2007-2011 aan de Universiteit van Alabama.
Gewonnen
- 2011: Cactus Tour op Legacy in Phoenix (Arizona)

## Professional
Lennarth werd in 2012 professional en speelde in dat jaar 13 toernooien op de US Symetra Tour.
Op de Lalla Aicha Tourschool werd Camilla Larsson begin 2013 op de 6de plaats, waardoor zij in 2013 in categorie 8a speelt.
Gewonnen
- 2014: Ladies Slovak Open